# Lusk (Wyoming)
Lusk is een plaats (town) in de Amerikaanse staat Wyoming, en valt bestuurlijk gezien onder Niobrara County.

## Demografie
Bij de volkstelling in 2000 werd het aantal inwoners vastgesteld op 1447. In 2006 is het aantal inwoners door het United States Census Bureau geschat op 1330, een daling van 117 (-8,1%).

## Geografie
Volgens het United States Census Bureau beslaat de plaats een oppervlakte van 5,2 km², geheel bestaande uit land. Lusk ligt op ongeveer 1530 m boven zeeniveau. De spoorlijn kruist ter hoogte van de plaats Road 85 (Cedar street).

## Plaatsen in de nabije omgeving
De onderstaande figuur toont nabijgelegen plaatsen in een straal van 88 km rond Lusk.

## Geboren
- Thomas Wilson Brown (1972), acteur, scenarioschrijver, filmregisseur en filmproducent